# Перламутровка блестящая
Перламутровка блестящая, или перламутровка полевая или перламутровка Латона (лат. Issoria lathonia) — дневная бабочка из семейства нимфалид.

## Этимология латинского названия
Латона (Лето) — в греческой мифологии дочь титанов Кея и Фебы, возлюбленная Зевса, мать Аполлона и Артемиды.

## Описание
Длина переднего крыла 17 — 27,5 мм. Размах крыльев 34—52 мм у самцов и 50-56 мм у самок. Крылья жёлто-оранжевого цвета с чёрными пятнами. Нижняя сторона задних крыльев с очень крупными серебристыми пятнами.

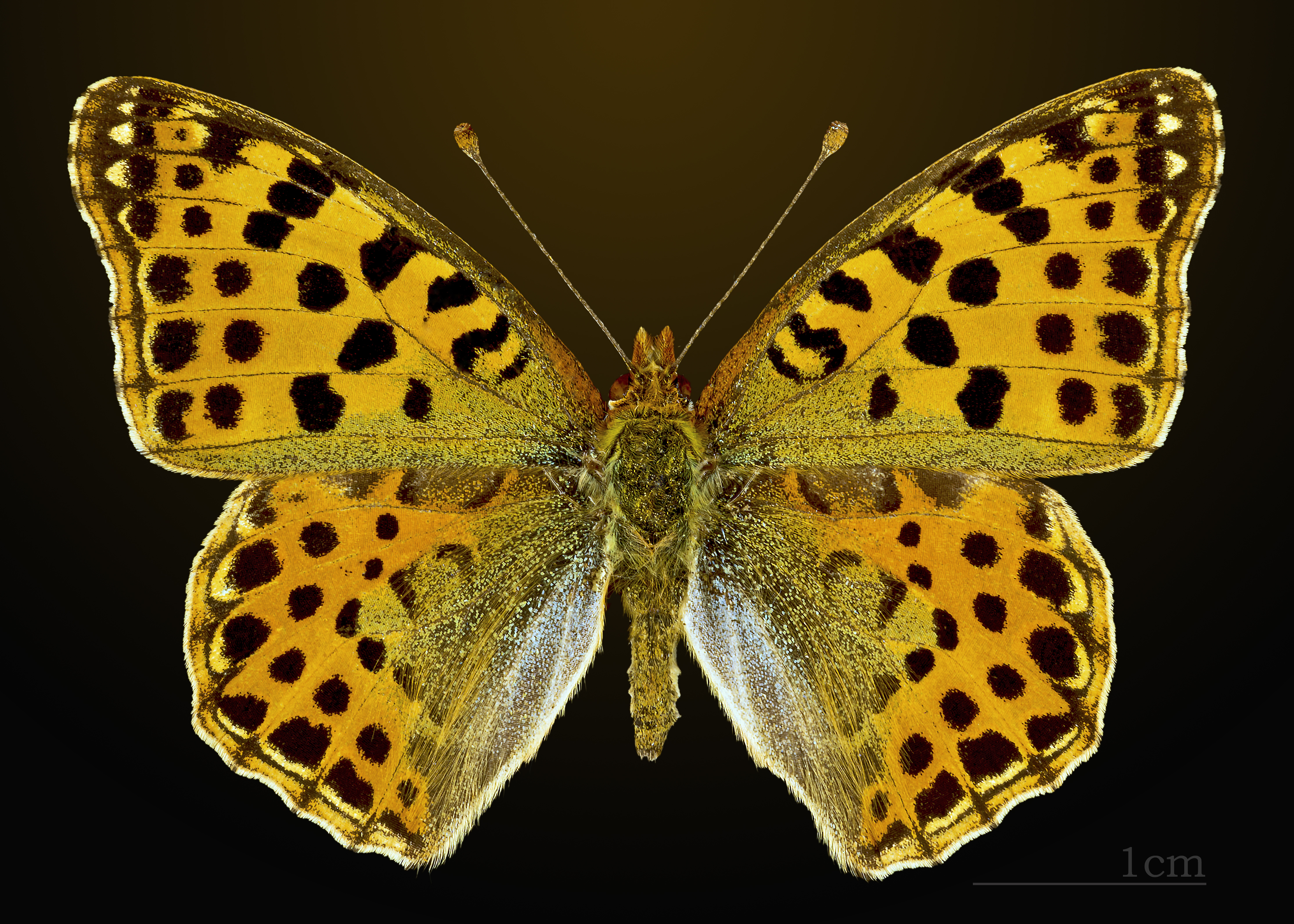
♂
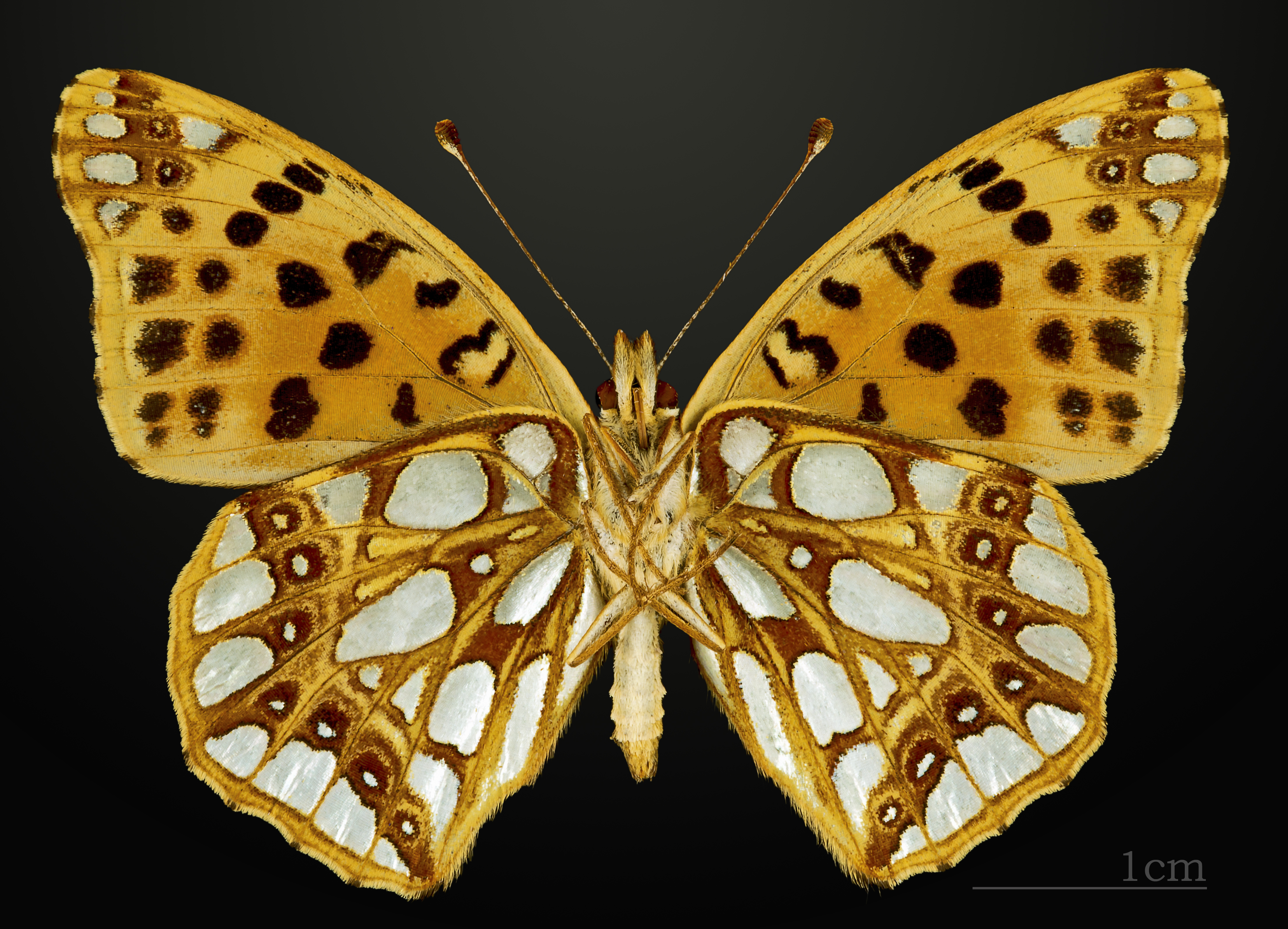
♂△
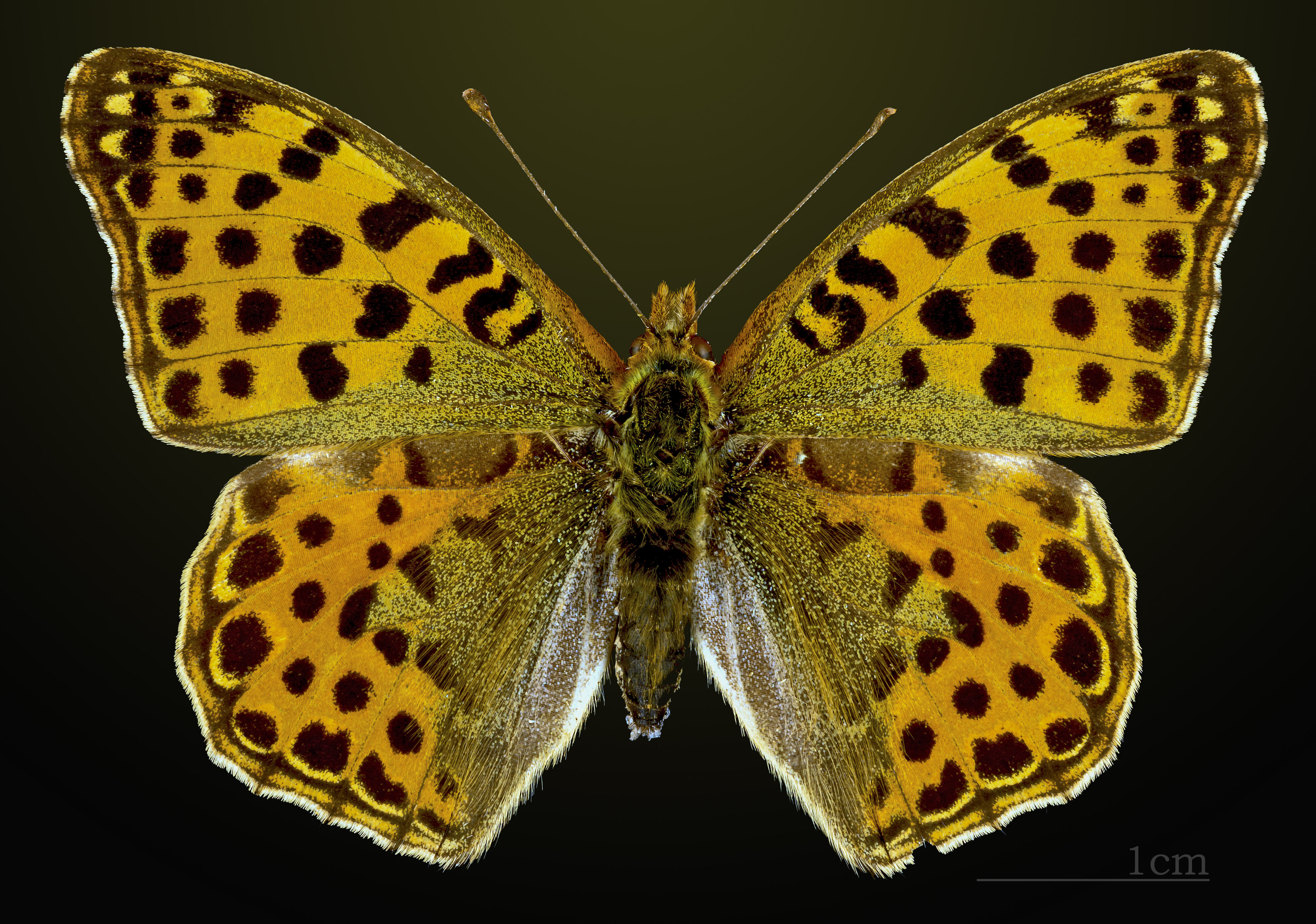
♀
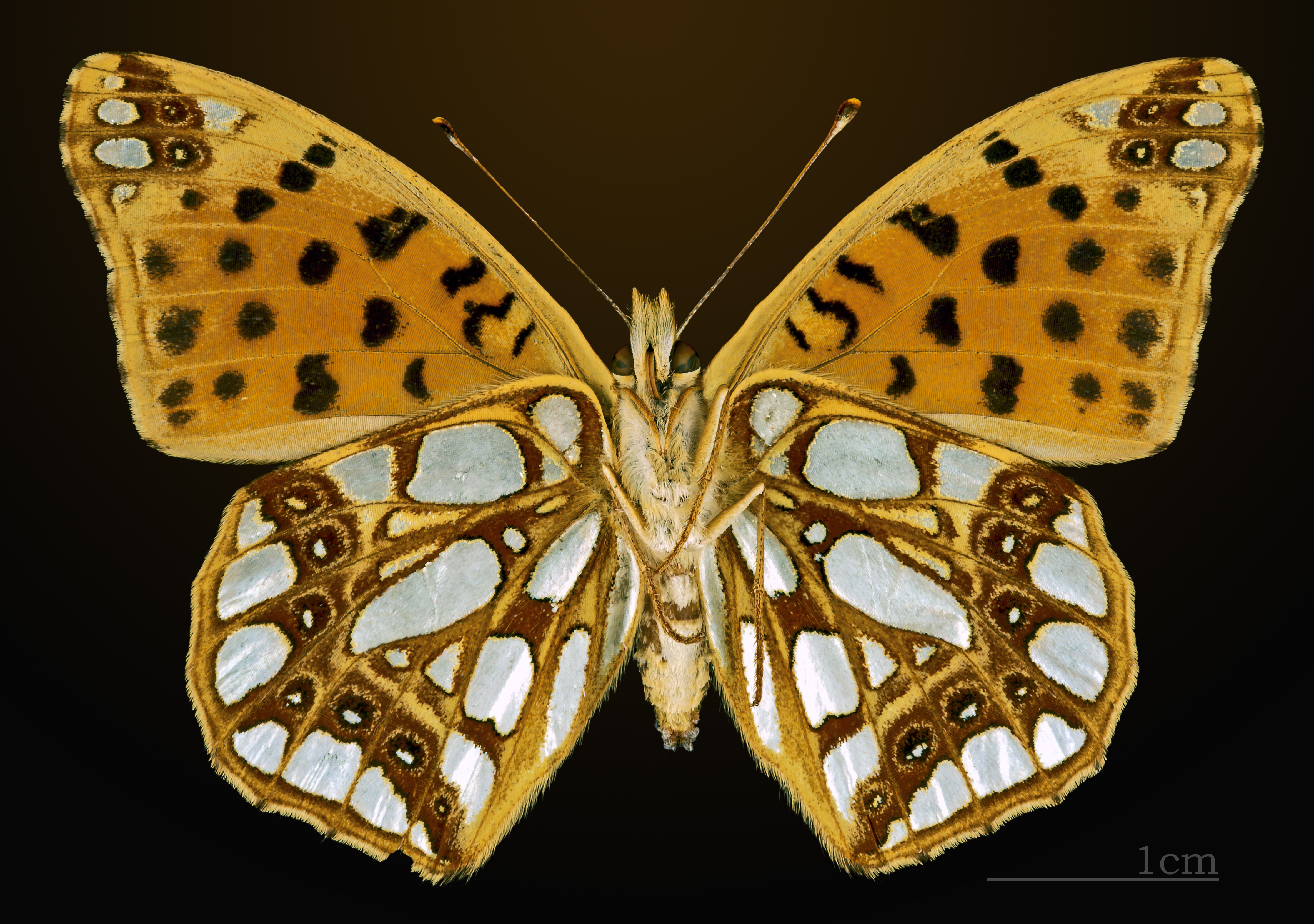
♀△

## Ареал

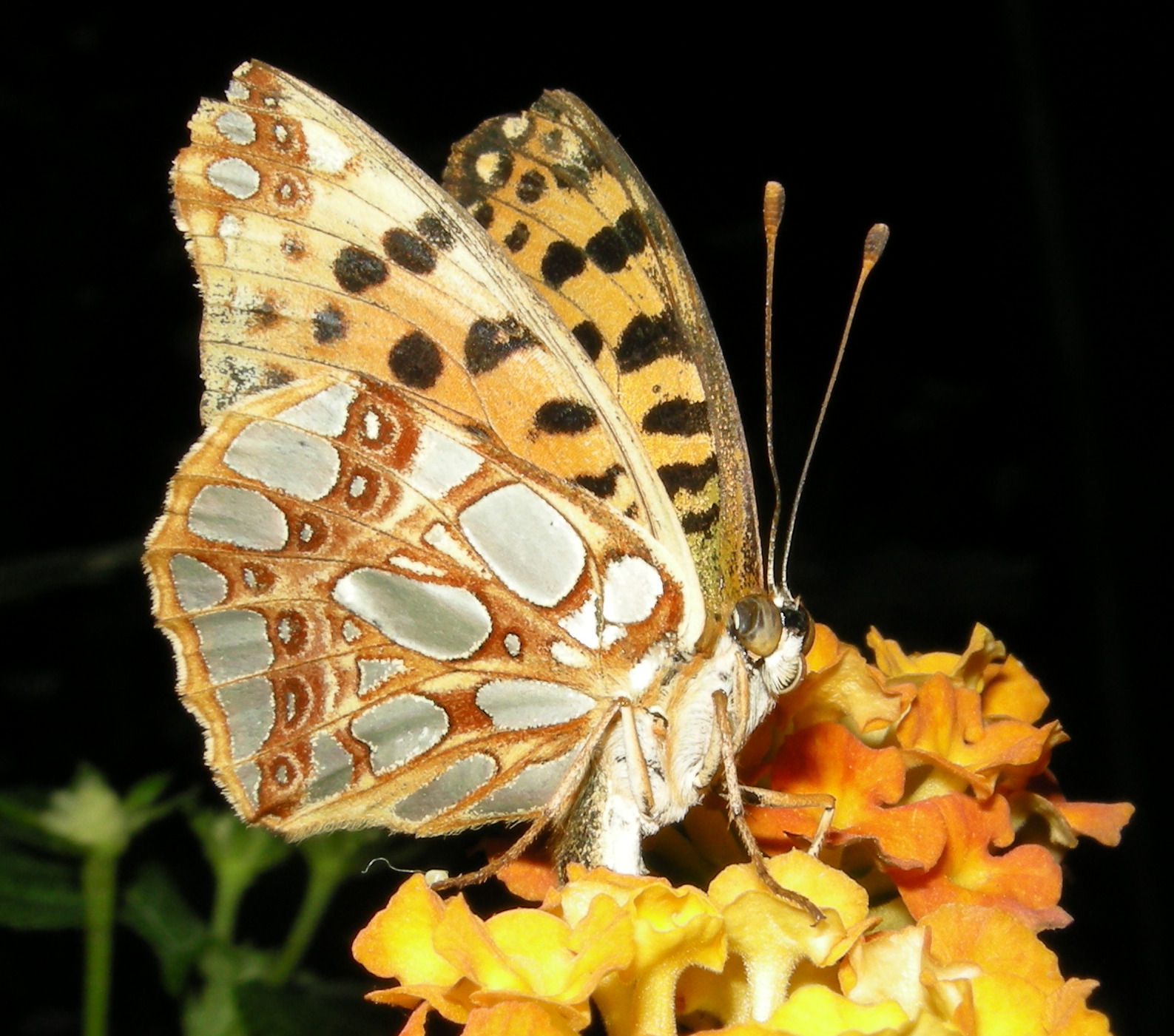
Нижняя сторона крыльев

Вид широко распространён в Европе. Ареал также включает Северо-западную Африку, Западную и Центральную Азию на восток до юга Западной Сибири, Монголии и Северной Индии. Встречается на всей территории Европы, кроме крайнего севера (не встречается севернее 63 градуса северной широты). Является активным мигрантом, который в теплые годы может мигрировать на север до полярного круга.

## Местообитания
Населяет лесные опушки, обочины дорог, поляны, луга, берега рек и водоёмов, степные участки. Вид часто встречается в остепененных и антропогенных стациях. В горах Крыма и Карпатах встречается повсеместно. На Кавказе бабочка встречается в практически всех типах безлесых ландшафтов. Поднимается в горы на высоту до 2500—2900 м над ур. м.

## Биология
В Восточной Европе вид развивается в 2-3 поколениях, на юге Украины возможно развитие также четвертого поколения. Бабочки 1-го поколения летают с конца апреля по середину июня, 2-го — с начала июля по середину сентября. В конце лета и осенью появляются и летают, параллельно с бабочками второго поколения, бабочки третьего, в особо теплые годы на юге Украины — вплоть до конца ноября.
Перезимовавшие особи на юге Европы появляются при наступлении первых теплых дней весны (на Южном берегу Крыма — уже с конца марта).
Бабочки часто присаживаются на голые участки почвы.

## Жизненный цикл
Самки откладывает до 200 яиц, по одному, на листья кормовых растений, а также рядом с ним. Яйца относительно мелкие, бледно-желтые. Гусеницы длиной до 35 мм, живут открыто. Их окраска серо-коричневого цвета с чёрными пятнами. Зимует на различных стадиях своего развития, но преимущественно на стадии гусеницы, реже — куколки и еще реже — на стадии имаго Стадия куколки длится до 4 недель.

### Кормовые растения гусениц
Основные кормовые растения гусениц — Viola arvensis и Viola tricolor. К кормовым видам также относятся: Anchusa officinalis, Onobrychis viciifolia, Viola biflora, Viola lutea, Viola odorata, клевер.

## Замечания по охране
Вид включен в Красную книгу Восточной Фенноскандии (1998) для Норвегии (III категория).